# Acantholumpenus mackayi
Acantholumpenus mackayi és una espècie de peix de la família dels estiqueids i l'única del gènere Acantholumpenus. És un peix marí i d'aigua salabrosa, demersal (fins als 200 m de fondària sobre fons de sorra i fang) i de clima polar, el qual viu des del Pacífic nord (des de Hokkaido -el Japó-
fins als mars d'Okhotsk i de Bering) fins a les costes àrtiques del Canadà (els Territoris del Nord-Oest i Nunavut), incloent-hi les mars del Japó
i de Beaufort, les illes Aleutianes, el nord del golf d'Alaska i el sud-est de Kamtxatka.

## Morfologia
Fa 70 cm de llargària màxima, presenta una aparença anguil·liforme i és de color marró groguenc amb una línia de color negre a la base de l'aleta dorsal i altres dues de discontínues al llarg del cos. Té 68-76 espines i cap radi tou a l'aleta dorsal, 2 espines i 41-48 radis tous a l'aleta anal, l'aleta caudal lleugerament grisenca, sense bandes fosques i arrodonida. Les aletes pectorals en forma de ventall i de color taronja. El sostre de la boca és negre. Les espines de les aletes pèlvianes i anal són rígides i fàcilment discernibles d'altres radis tous. El diàmetre de l'ull és menor que la llargada del musell.

## Ecologia
Menja cucs, crustacis, mol·luscs, cloïsses immadures, caragols i eriçons de mar.
A Rússia és depredat per Hemitripterus villosus.
És inofensiu per als humans i la seua longevitat és de 12 anys.